# Alfred Schäfer (Pädagoge)
Alfred Schäfer (* 1951 in Düren) ist ein deutscher Pädagoge und war von 1993 bis 2017 Professor für Systematische Erziehungswissenschaft an der Martin-Luther-Universität Halle-Wittenberg. Er beschäftigt sich in seinen Werken mit Fragestellungen aus dem Bereich der Erziehungs- und Bildungsphilosophie, einem Teilbereich der Allgemeinen Pädagogik.

## Werdegang
Nach der Promotion an der Pädagogischen Hochschule Köln im Jahr 1977 zum Thema Zur gesellschaftlichen Formbestimmtheit schulischer Sozialisation (Köln 1978) arbeitete Alfred Schäfer zunächst als Bildungsreferent in einem Jugendverband. Während dieser Tätigkeit habilitierte er sich 1988 an der Leuphana Universität Lüneburg zum Thema Zur Kritik pädagogischer Wirklichkeitsentwürfe. Möglichkeiten und Grenzen pädagogischer Rationalitätsansprüche (Weinheim 1989). Im Jahr 1993 trat Schäfer eine ordentliche Professur für Systematische Erziehungswissenschaft an der Martin-Luther-Universität Halle-Wittenberg an. Seit 2017 befindet er sich als Professor im Ruhestand.

## Wirken

### Forschungsschwerpunkte, ein Überblick
Zentral im Denken und Werk Alfred Schäfers steht die Beschäftigung mit Fragen nach der Entstehung des modernen Pädagogischen: Er geht in seinen rationalitätskritischen Überlegungen davon aus, dass man das, was man Pädagogik nennt, begründen soll, aber gleichzeitig nicht begründen kann. Dies verweist somit auf eine grundsätzlich sich aufdrängende und nicht einfach abweisbare Problematik pädagogischen Nachdenkens.
Um dies zu verdeutlichen, weist Schäfer auf den konstitutiven „Riss im Subjekt“ sowie die „Differenz im Sozialen“ hin. Das moderne Subjekt, wie es im Zuge der Aufklärung problematisiert wurde, bezeichnet gerade die Schwierigkeit, einerseits zu jeder Zeit in die gesellschaftliche Wirklichkeit eingebunden zu sein und gleichzeitig ebendiese gesellschaftliche Wirklichkeit transzendieren zu sollen. Die ‚Differenz im Sozialen‘ verweist ferner auf das Problem, dass in der Moderne um eine letztlich unmögliche, aber zugleich immer in Anspruch genommene Gründung einer sozialen Ordnung gerungen wird. Hier knüpft Schäfer an den modernen Begriff des Politischen und die theoretischen Ansätze der radikalen Demokratie an.
In der gegenwärtigen, „handlungstheoretisch konzipierten“ Pädagogik werden diese Dauerprobleme des Subjekts wie auch des Ringens um eine Gründung des Sozialen dagegen symbolisch in eine reale Möglichkeit umgewandelt – in die Möglichkeit, die gesellschaftlichen Verhältnisse nicht nur transzendieren zu sollen, sondern diese transzendieren zu können: „Ein gut ausgebildeter Pädagoge kann durch sein professionelles und verantwortliches Handeln aus den Möglichkeiten Wirklichkeiten machen.“ Eine solche Kurzschließung des Risses im Subjekt wie auch der Differenz im Sozialen kritisiert Schäfer daher – diese Vorstellung bilde eine „Fiktion mit Konsequenzen“.
Ein weiterer Schwerpunkt ist die Beschäftigung mit bestimmten, im gegenwärtigen pädagogischen Diskurs vernachlässigten Autoren, welche, so die These, ein „bedeutsames Irritationspotential“ für die Pädagogik aufweisen: So liest er etwa die Schriften Adornos und Kierkegaards pädagogisch.

### Das Pädagogische und die Pädagogik
Um die moderne Problematik der Begründung, die von der handlungstheoretischen Pädagogik tendenziell verleugnet werde, von ‚Schließungsversuchen‘ dieser Problematik abzugrenzen, führt Schäfer dabei – in Anlehnung an die häufig diskutierte Unterscheidung des Politischen und der Politik – die Differenz zwischen dem Pädagogischen und der (handlungstheoretischen) Pädagogik ein. Daran schließt sich die Forderung an, den „imaginären Raum des Pädagogischen“ (nicht zu verwechseln mit einer imaginären Pädagogik, die verspricht, „steuernd und verantwortlich handelnd die Differenzen im pädagogischen Raum versöhnen zu können“) zu öffnen.

„Während das Pädagogische also dadurch gekennzeichnet ist, dass es sich durch den Bezug auf das immanent nicht lösbare, aber dennoch […] immer in Anspruch genommene Problem des Verhältnisses von Transzendenz und Immanenz bildet, verspricht die handlungstheoretische Pädagogik die Lösung dieses Problems. Die hier vertretene These lautet, dass eine solche versprochene Schließung […] eine imaginäre Perspektive ist, die verspricht, was sie nicht halten kann. […] Gegenüber dieser Fiktion einer imaginären Schließung des Imaginären halte ich es für geboten, den Raum des Imaginären, jenen Bereich, in dem die Kontingenz der Wirklichkeit auf ihre unverfügbaren Gründe trifft, wieder in sein Recht zu setzen.“

## Schriften
Monographien
- Zur gesellschaftlichen Formbestimmtheit schulischer Sozialisation. Pahl-Rugenstein, Köln 1978, ISBN 978-3-7609-0425-2.
- Disziplin als pädagogisches Problem (= Neue pädagogische Bemühungen, Bd. 88). Neue Deutsche Schule, Essen 1981, ISBN 978-3-87964-239-7.
- Systemtheorie und Pädagogik. Konstitutionsprobleme von Erziehungstheorie. Forum Academicum, Königstein 1983, ISBN 978-3-445-02303-2.
- Aufklärung und Verdinglichung. Reflexionen zum historisch-systematischen Problemgehalt der Bildungstheorie (= Monographien zur philosophischen Forschung, Bd. 250). Athenäum, Frankfurt am Main 1988, ISBN 978-3-610-09227-6.
- Zur Kritik pädagogischer Wirklichkeitsentwürfe. Möglichkeiten und Grenzen pädagogischer Rationalitätsansprüche. Deutscher Studien Verlag, Weinheim 1989, ISBN 978-3-89271-156-8.
- Rousseau – Pädagogik und Kritik. Deutscher Studien Verlag, Weinheim 1992, ISBN 978-3-89271-361-6.
- Das Bildungsproblem nach der humanistischen Illusion (= Studien zur Philosophie und Theorie der Bildung, Bd. 34). Deutscher Studien Verlag, Weinheim 1996, ISBN 978-3-89271-633-4.
- Unsagbare Identität. Das Andere als Grenze in der Selbstthematisierung der Batemi (Sonjo). Reimer, Berlin 1999, ISBN 978-3-496-02664-8.
- Unbestimmte Transzendenz. Bildungsethnologische Betrachtungen zum Anderen des Selbst. Leske und Budrich, Opladen 1999, ISBN 978-3-8100-2296-7.
- Vermittlung und Alterität. Zur Problematik von Sozialisationstheorien. Leske und Budrich, Opladen 2000, ISBN 978-3-8100-2637-8.
- Jean-Jacques Rousseau. Ein pädagogisches Porträt. Beltz, Weinheim 2002 (2. Auflage 2017), ISBN 978-3-7799-3704-3.
- Theodor W. Adorno. Ein pädagogisches Porträt. Beltz, Weinheim 2004 (2. Auflage 2017), ISBN 978-3-7799-3705-0.
- Kierkegaard. Eine Grenzbestimmung des Pädagogischen. VS Verlag für Sozialwissenschaften, Wiesbaden 2004, ISBN 978-3-531-14315-6.
- Das Unsichtbare sehen. Zur Initiation in einen Voodoo-Maskenbund. Waxmann, Münster u. a. 2004, ISBN 978-3-8309-1410-5.
- Einführung in die Erziehungsphilosophie. Beltz, Weinheim 2005 (2. Auflage 2017), ISBN 978-3-7799-3708-1.
- Nähe als Distanz. Sozialität, Intimität und Erziehung bei den Dogon. Lit, Hamburg 2007, ISBN 978-3-8258-0377-3.
- Die Erfindung des Pädagogischen. Ferdinand Schöningh, Paderborn 2009, ISBN 978-3-506-76837-7.
- Irritierende Fremdheit. Bildungsforschung als Diskursanalyse. Ferdinand Schöningh, Paderborn 2011, ISBN 978-3-506-77103-2.
- Das Versprechen der Bildung. Ferdinand Schöningh, Paderborn 2011, ISBN 978-3-506-77153-7.
- Das Pädagogische und die Pädagogik. Annäherungen an eine Differenz. Ferdinand Schöningh, Paderborn 2012, ISBN 978-3-506-77154-4.
- Zur Genealogie der Pädagogik. Die Neu-Erfindung der Pädagogik als ‚praktische Wissenschaft’. Ferdinand Schöningh, Paderborn 2012, ISBN 978-3-506-77541-2.
- Selbst-Spiegelungen am Anderen. Zur Ambivalenz kultureller Begegnungen in Ladakh. Ferdinand Schöningh, Paderborn 2014, ISBN 978-3-657-77958-1.
- 1968 – Die Aura des Widerstands. Ferdinand Schöningh, Paderborn 2014, ISBN 978-3-506-78217-5.
- Schulische Leistungsdiskurse. Zwischen Gerechtigkeitsversprechen und pharmazeutischem Hirndoping. Ferdinand Schöningh, Paderborn 2015, ISBN 978-3-506-78216-8.
- Das geteilte kulturelle Erbe. Identitätspolitische Diskurse und pädagogische Einsätze in Ladakh. Velbrück Wissenschaft, Weilerswist 2019, ISBN 978-3-95832-182-3.
- Bildung und Negativität. Annäherungen an die Philosophie Christoph Menkes. Velbrück Wissenschaft, Weilerswist 2020, ISBN 978-3-95832-229-5.
- Vermittlung als Entzweiung. Eine bildungstheoretische Lektüre der Philosophie Gerhard Gamms. Velbrück Wissenschaft, Weilerswist 2021, ISBN 978-3-95832-244-8.
- Sondierungen des Pädagogischen. Studien im Spannungsfeld von Theorie und Empirie. Beltz Juventa, Weinheim 2023, ISBN 978-3-7799-7592-2.